# Dušan Đorđević
Pour les articles homonymes, voir Đorđević.
Dušan Đorđević (en alphabet cyrillique serbe : Душан Ђорђевић), né le 29 mars 1983, à Belgrade, en République socialiste de Serbie, est un joueur serbe de basket-ball. Durant sa carrière il évoluait aux postes de meneur et d'arrière.

## Palmarès et distinctions

### Palmarès

#### En sélection nationale
- Médaillé de bronze à l'Universiade d'été de 2005

#### En club
- Vainqueur de la Coupe de Bosnie-Herzégovine en 2009 avec le KK Bosna.
- Vainqueur de la Coupe de Slovénie en 2010 avec le KK Olimpija.
- Vainqueur de l'EuroChallenge en 2011 avec le KK Krka Novo Mesto.
- Champion de Belgique[2] en 2012, 2013, 2014, 2015, 2016, 2017, 2018, 2019, 2020, 2021, 2022 et 2023 avec le BC Ostende.
- Vainqueur de la Coupe de Belgique en 2013, 2014, 2015, 2016, 2017, 2018 et 2021 avec le BC Ostende.
- Vainqueur de la Supercoupe de Belgique en 2014, 2017 et 2018 avec le BC Ostende.
- Vainqueur de la Supercoupe BNXT en 2021, 2022 et 2023.

### Distinctions personnelles
- 5 fois joueur de la semaine en championnat de Belgique[3],[4],[5].